# Прапор Кам'янець-Подільського району
Пра́пор Кам'яне́ць-Поді́льського райо́ну — офіційний символ Кам'янець-Подільського району Хмельницької області затверджений 17 серпня 2000 року.
Автор проекту прапора  — А. Гречило.

## Опис
Являє собою прямокутне жовте полотнище (співвідношення ширини та довжини 2:3) із прямим рівним синім хрестом (ширина ремена якого становить 1/6 ширини прапора), у центрі на синьому крузі (діаметром в 1/2 ширини прапора) жовте 16-променеве сонце з усміхненим обличчям.

## Зміст
Прапор району виконаний на основі вексилологічних правил передачі змісту герба. Замість зображення св. Юрія використаний «Юріївський хрест».
Подільське сонце на прапорі свідчить про історичну роль Кам'янеччини на Поділлі.
Кольорова гама прапора гармонує з гербовими барвами. Жовтий колір означає багатство і родючість землі, синій — річки і щедру природу.